# Dorcadion unidiscale
Dorcadion unidiscale es una especie de escarabajo longicornio de la subfamilia Lamiinae. Fue descrita científicamente por Danilevsky en 1996.
Se distribuye por Kazajistán. Mide 16,6-22,8 milímetros de longitud. El período de vuelo ocurre en los meses de mayo y junio.